# Vlag van Nicaragua

Vlag van Nicaragua (ratio 3:5)

Niet-officiële civiele vlag van Nicaragua

De vlag van Nicaragua bestaat uit drie horizontale banen in de kleurenvolgorde blauw-wit-blauw, met in het midden het wapen van Nicaragua. Nicaragua gebruikt dit ontwerp zowel als civiele vlag, staatsvlag en oorlogsvlag. In de praktijk gebruiken veel Nicaraguanen een versie zonder wapen, maar een dergelijke vlag is niet officieel.
De vlag werd voor het eerst aangenomen op 4 september 1908, maar werd pas officieel op 27 augustus 1971.

## Symboliek
Nicaragua maakte van 1823 tot de burgeroorlog van 1838-1840 deel uit van de Verenigde Staten van Centraal-Amerika, die vanaf 1825 Federale Republiek van Centraal-Amerika zou heten. Net als de andere staten die uit deze federatie zijn voortgekomen, Costa Rica, El Salvador, Guatemala en Honduras, heeft Nicaragua zijn vlag gebaseerd op de vlag van de Verenigde Staten van Centraal-Amerika.
De twee blauwe banen staan voor de Grote Oceaan en de Atlantische Oceaan/Caribische Zee waartussen Nicaragua ligt. De witte baan staat voor het land dat tussen de twee oceanen ligt. In het midden van de witte baan is het wapen van Nicaragua opgenomen, dat grote gelijkenis vertoont met het wapen van de Verenigde Staten van Centraal-Amerika. De vijf vulkanen in het wapen staan voor de vijf lidstaten van deze federatie, de regenboog in het wapen staat voor vrede en de Frygische muts voor vrijheid. De driehoek symboliseert gelijkheid.

## Ontwerp

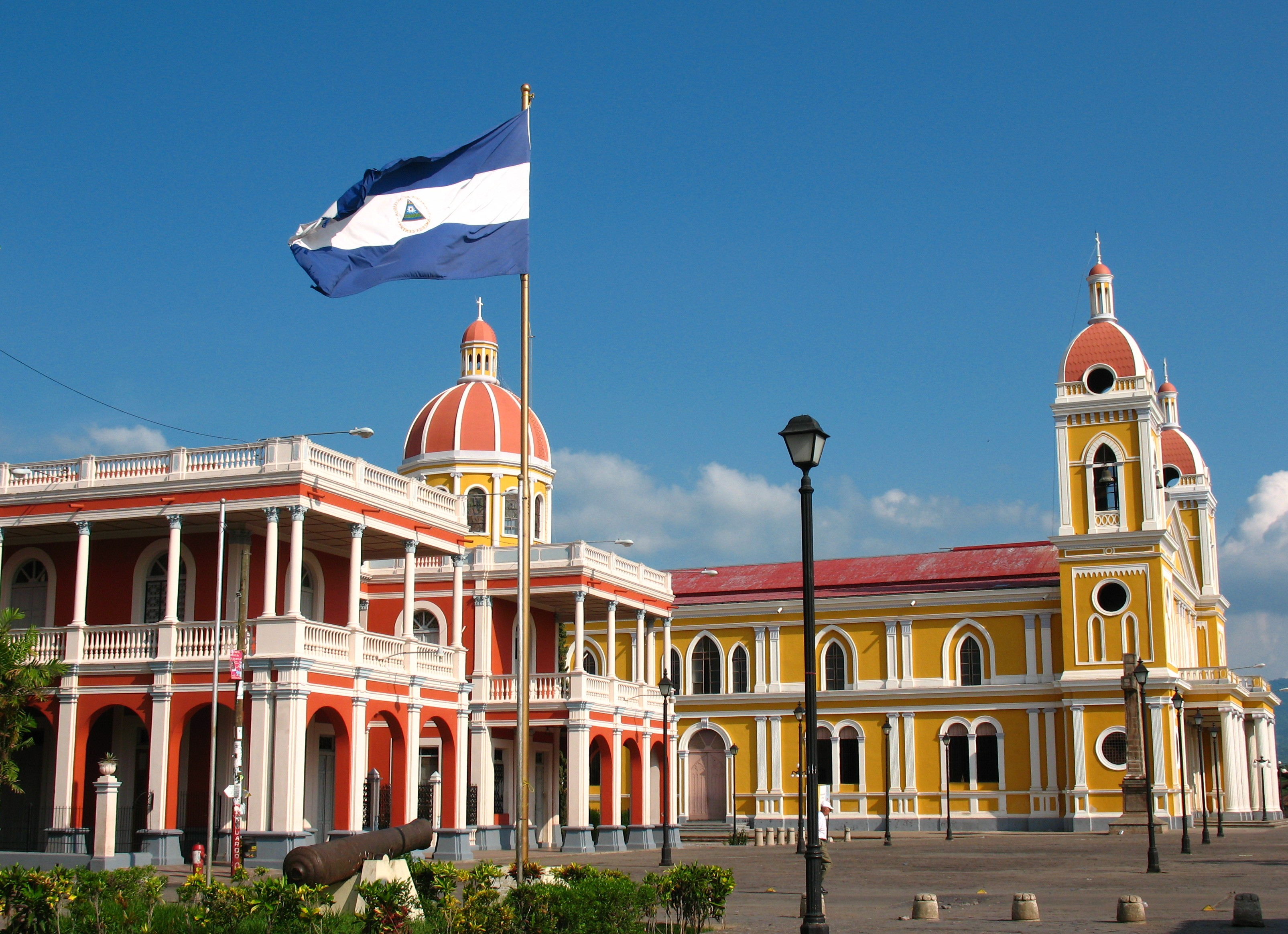
Wapperende Nicaraguaanse vlag in Granada

De vlag heeft een hoogte-breedteverhouding van 3:5, waarbij geldt dat elk van de banen een derde van de hoogte inneemt.
De blauwe kleur is officieel kobaltblauw en wordt in de Pantonecodering met PMS 300C aangegeven.

## Geschiedenis
De huidige Nicaraguaanse vlag werd ingevoerd op 4 september 1908. Op 27 augustus 1971 werden de ontwerpdetails en vlaginstructie van deze vlag officieel vastgelegd door middel van een wet die in de grondwet van 1987 verankerd zou worden.

### Vlaggen van de Verenigde Staten van Centraal-Amerika
De vlag van Nicaragua is afgeleid van de vlag van de Verenigde Staten van Centraal-Amerika, die weer beïnvloed is door de Argentijnse vlag. De Centraal-Amerikaanse vlag bestond uit drie horizontale banen in de kleurencombinatie blauw-wit-blauw, met in het midden het wapen van de Verenigde Staten van Centraal-Amerika. In de periode dat deze federatie bestond (1823-1841, vanaf 1825 Federale Republiek van Centraal-Amerika geheten), fungeerde de Nicaraguaanse vlag als deelstaatsvlag en was de federale vlag de nationale vlag.
|  |  |

De andere landen die uit deze federatie voortgekomen zijn (Costa Rica, El Salvador, Guatemala en Honduras), hebben hun vlag ook op de vlag van de Verenigde Staten van Centraal-Amerika gebaseerd. De vlaggen van deze landen bestaan namelijk ook uit de kleurenvolgorde blauw-wit-blauw. Alleen Costa Rica heeft de kleur rood toegevoegd; in de vlag van Guatemala zijn de drie banden verticaal.

### Vlaggen van het onafhankelijke Nicaragua
Nicaragua heeft sinds haar onafhankelijkheid achtereenvolgens een aantal verschillende nationale vlaggen gehad, waarbij geldt dat de precieze status van die vlaggen wegens een gebrek aan documentatie moeilijk te achterhalen is. Duidelijk is wel dat Nicaragua na het verkrijgen van de onafhankelijkheid nog enige tijd de vlag van de Verenigde Staten van Centraal-Amerika bleef gebruiken; deze vlag gebruikte men namelijk eerder ook als vlag voor de deelstaat Nicaragua binnen de Verenigde Staten van Centraal-Amerika.
Sommige bronnen schrijven een horizontale driekleur in de kleurencombinatie wit-geel-rood met in het midden een groene vulkaan toe aan Nicaragua en dateren deze omstreeks 1852. Of deze vlag werkelijk (door Nicaragua) gebruikt werd valt echter te betwijfelen.
Op 21 april 1854 werd de eerste 'echt' Nicaraguaanse vlag aangenomen waarover wél duidelijkheid bestaat; het gaat hier om een horizontale geel-wit-oranjebruine vlag. In de handelsvlag stond de naam van het land in het midden van de witte baan vermeld. Na een machtsovername raakte de vlag in de periode 1856-1858 de facto buiten gebruik, om in 1858 formeel vervangen te worden door de blauw-wit-blauwe vlag van de verdwenen federatie.
Ondertussen beproefde de Amerikaanse avonturier William Walker in 1855 zijn geluk in Nicaragua: hij viel de toenmalige hoofdstad Granada aan en won de slag, mede doordat hij hulp kreeg van troepen uit het Granada-vijandige León. Hij verklaarde zich tot president van het land. Walker nam een blauw-wit-blauwe vlag aan, met in het midden een rode ster. In 1857 werd Walker door een coalitie van Midden-Amerikaanse staten verslagen en uitgezet naar de Verenigde Staten. De genoemde vlag wordt echter niet gezien als Nicaraguaanse vlag, maar als vlag van een van de partijen die in de toenmalige burgeroorlog vochten.
In 1869 werd een blauw-wit-blauwe vlag zonder wapen aangenomen. In de decennia daarna zouden verschillende vlaggen in gebruik zijn, vaak door politieke partijen die gezag over het land claimden. De meeste van deze vlaggen gebruikten blauw-wit-blauw als basis.
In 1895 werd bekend dat Nicaragua samen met Honduras en El Salvador de federatieve Republiek van Centraal-Amerika (RCA) zou gaan vormen; weer een poging de Midden-Amerikaanse landen in één staat te verenigen. De vlag van de Republiek van Centraal-Amerika was maar kort in gebruik in het jaar 1898, omdat de federatie snel na de aanname van de vlag uiteen viel. Vijf jaar eerder nam Nicaragua weer een eigen officiële vlag aan, bestaande uit blauw-wit-blauwe banen. In 1896 werd het toenmalige wapen in de vlag geplaatst; deze vlag zou in 1908 vervangen worden door de huidige vlag.

? Vlag van de Verenigde Staten van Centraal-Amerika Aug 1823 - Nov 1824
? Vlag van de Verenigde Staten van Centraal-Amerika Nov 1824 - Apr 1854
? Vlag van de Verenigde Staten van Centraal-Amerika (1823 - 1825)
? Vlag van de Federale Republiek van Centraal-Amerika (1825 - 1841)
? Mogelijke vlag van Nicaragua (1852)

? Vlag van Nicaragua (Apr 1854 - 1858)
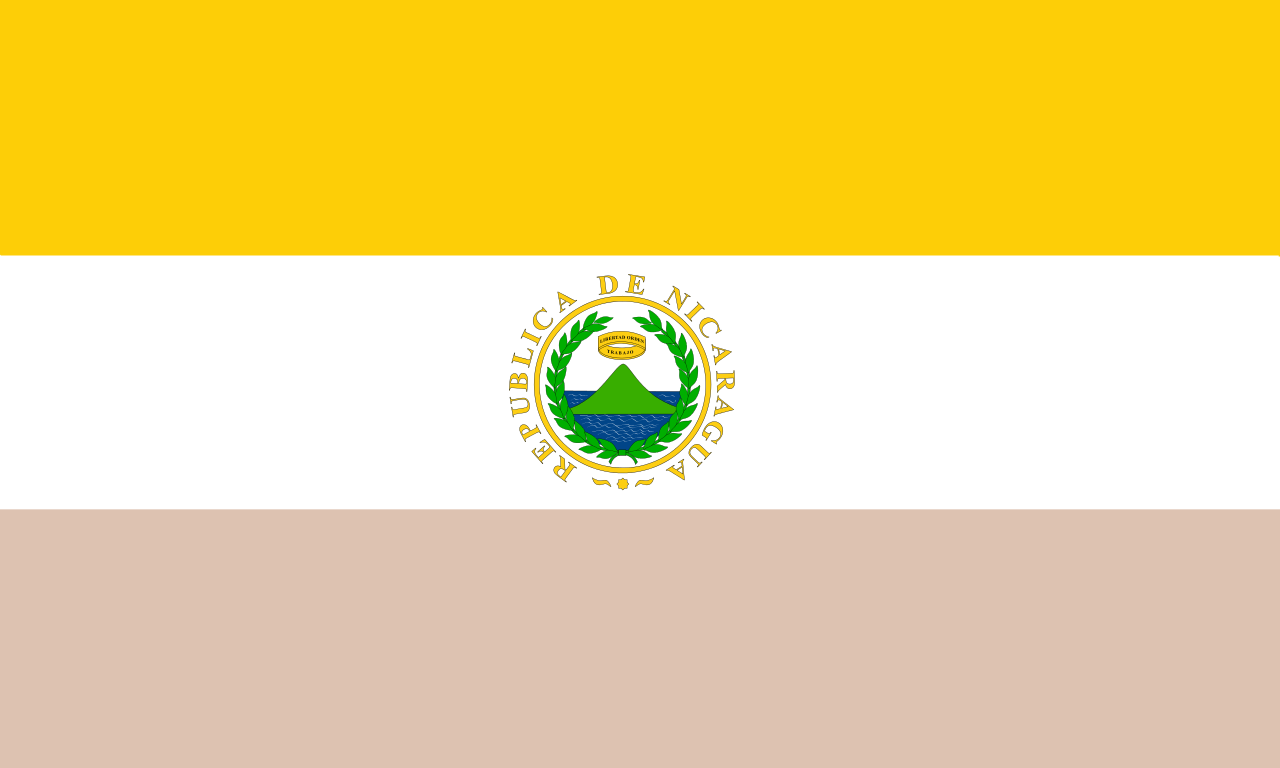
? Staatsvlag van Nicaragua (Apr 1854 - 1858)
? Handelsvlag van Nicaragua (1854-1858)
? Vlag van Walkers regering
? Vlag van Nicaragua (1858 - 1873)

? Vlag van Nicaragua (1873 - 1889)
?Mogelijke vlag van Nicaragua, (ca. 1890)
? Vlag van Nicaragua (1893 - 1896)
? Vlag van Nicaragua (1896-Nov 1898)
?Vlag van de Centraal-Amerikaanse Republiek (Nov 1898 - Nov 1898)

? Vlag van Nicaragua (Apr - Dec 1898)
? Vlag van Miskitokust (1860-1894)